# Prosopocera viridifulgens
Prosopocera viridifulgens är en skalbaggsart som beskrevs av Stefan von Breuning 1936. Prosopocera viridifulgens ingår i släktet Prosopocera och familjen långhorningar.
Artens utbredningsområde är Ghana. Inga underarter finns listade i Catalogue of Life.